# استری‌پنتول
استری‌پنتول (انگلیسی: Stiripentol) با نام تجاری دایاکامیت (Diacomit)، یک داروی ضدتشنج است در درمان صرع کاربرد دارد. این دارو جهت درمان تشنج‌های سندرم دِراوه پذیرفته شده‌است. استری‌پنتول شباهت ساختاری با داروی ضدتشنج دیگر ندارد و از الکل‌های آلیلیک آروماتیک محسوب می‌شود.

## موارد مصرف
در برخی از کشورها، از این دارو، جهت درمانِ کمکی و همراه با والپروات و کلوبازام در کودکان مبتلا به سندرم دِراوه که تشنج‌شان تحت کنترل نیست، استفاده می‌شود. تا سال ۲۰۱۷ مشخص نشده‌است که با بالا رفتنِ سن کودکان و ورودشان به سنین نوجوانی یا بلوغ، این دارو همچنان مؤثر خواهد بود یا خیر.

## عوارض جانبی
- بسیار شایع (بیش از ۱۰٪ مصرف‌کنندگان): بی‌اشتهایی، کاهش وزن، بی‌خوابی، مَنگی ناشی از اختلال خواب، آتاکسی، هیپوتونی و دیستونی.[۳]
- شایع (بین ۱٪ تا ۱۰٪ مصرف‌کنندگان): نوتروپنی (گاهی شدید)، رفتار تهاجمی، تحریک‌پذیری، اختلالات رفتاری، لجبازی، به‌آسانی عصبانی شدن، اختلالات خواب، پرش یا افزایش حرکات عضلانی، تهوع، استفراغ، افزایش گاما گلوتامیل ترانس پپتیداز.[۳]

## تداخلات
استری‌پنتول بازدارندهٔ چندین ایزوآنزیم سیتوکروم پی ۴۵۰ است و با بسیاری از داروهای ضد تشنج و همچنین داروهای دیگر تداخل اثر دارد.

## مکانیسم اثر
همچون سایر داروهای ضدتشنج دیگر، مکانیسم دقیق عملکرد این دارو مشخص نشده‌است. استری‌پنتول فعالیت گاما آمینوبوتیریک اسید را تشدید می‌کند که این کار را از دو طریق انجام می‌دهد: (الف) مدت زمانِ بازماندن دریچه‌های گیرنده‌ای GABA-A را ناحیه هیپوکامپ بیشتر می‌کند. (ب) بازجذب و متابولیسم GABA را افزایش می‌دهد. استری‌پنتول همچنین به‌طور اختصاصی، آنزیم لاکتات دهیدروژناز را مهار می‌کند که آنزیم مهمی برای فعالیت سلول‌های عصبی است. مهار این آنزیم از طریق فعال‌سازی «کانال‌های پتاسیمی حساس به ATP»، موجب می‌شود سطح پتانسیل عمل در نورون‌ها پائین بیاید.
استری‌پنتول از طریق مهار برخی آنزیم‌ها سبب می‌شود تا کارایی داروهای ضدتشنج دیگر هم بالا برود. (به‌دلیل جلوگیری از متابولیسمِ زودهنگامِ آنها و بالارفتن سطح پلاسمایی‌شان)

## ساختار شیمیایی
استری‌پنتول یک «آلفا-اتیلن الکل» است. فرمول شیمیایی آن «۴ و ۴-دی‌متیل-۱-[۳ و ۴-(متیلن‌دی‌اکسی)-فنیل]-۱ پنتن-۳-اُل» است. «انانتیومر R» آن در حدود ۲٫۵ برابر فعال‌تر از «انانتیومر S» آن است.

## تاریخچه
استری‌پنتول در سال ۱۹۷۸ توسط پژوهشگران شرکت دارویی «بیوکودکس» کشف شد و آژانس دارویی اروپا آنرا برای درمان سندرم دِراوه در سال ۲۰۰۱ پذیرفت و در سال ۲۰۰۷ میلادی اجازهٔ بازاریابی آنرا برای درمان ترکیبی صرع صادر نمود. این دارو در سال ۲۰۱۲ در کانادا و در سال ۲۰۱۷ در ژاپن مورد پذیرش واقع شد.
تا سال ۲۰۱۴ میلادی، هنوز ایالات متحده آمریکا آنرا تأیید نکرده‌است و کودکان مبتلا به این بیماری باید متحمل هزینه‌ای در حدود ۱٬۰۰۰ دلار آمریکا شوند تا دارو از اروپا برایشان ارسال شود.